# کلاغ سومالی
کلاغ سومالی(نام علمی: Corvus edithae) نام یک گونه از سرده کلاغ‌ها است.